# Sauropsis
Sauropsis (del griego: σαῦρος saûros, 'lagarto' y griego: ὄψῐς ópsis 'mirando') es un género extinto de pez óseo prehistórico.